# Station Czechowice-Dziedzice Przystanek
Station Czechowice-Dziedzice Przystanek is een spoorwegstation in de Poolse plaats Czechowice-Dziedzice.